# Acetoxygroep

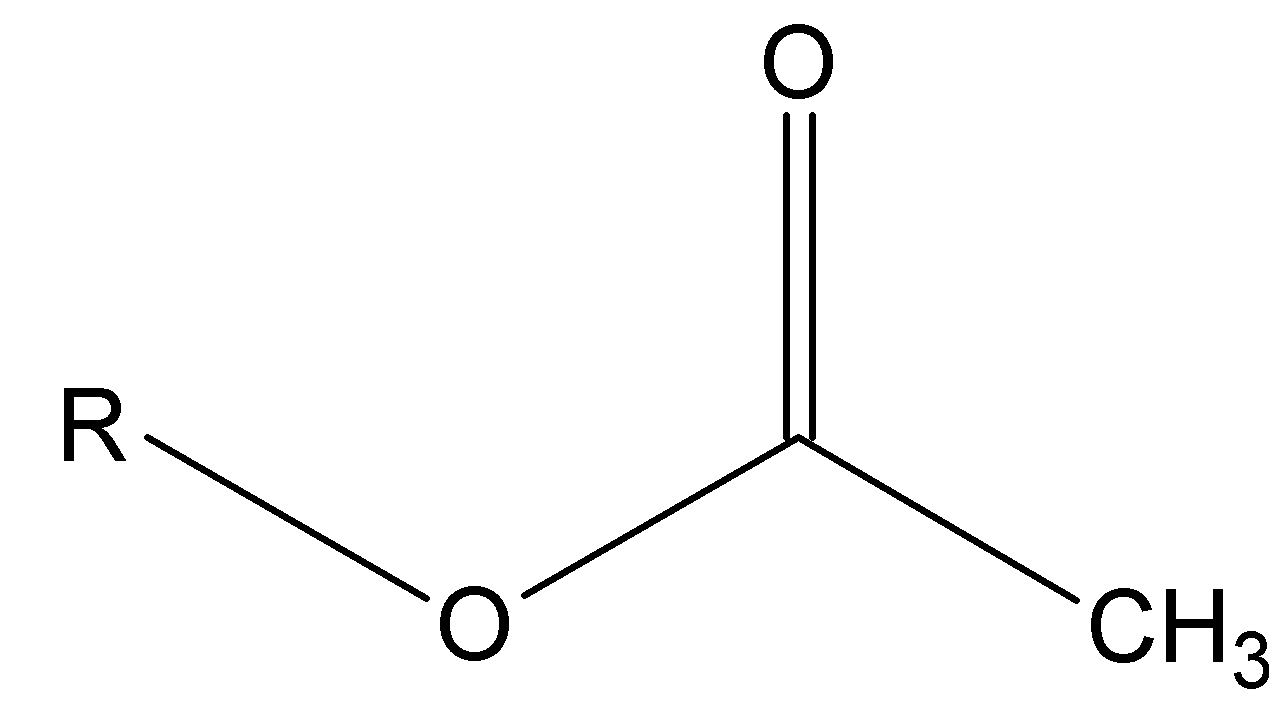
Structuurformule van een acetoxygroep.

Een acetoxygroep of AcO is in de organische chemie een functionele groep of stofklasse, die gekenmerkt wordt door de structuurformule CH3-C(=O)-O-R. Het is afgeleid van een acetylgroep, maar heeft een extra zuurstofatoom.
De naam acetoxy is een samentrekking van acetyl en oxy.